# Watchmen (seriál)
Watchmen je americký akční televizní seriál z roku 2019, jehož autorem je Damon Lindelof. Vysílán byl na stanici HBO, celkem vzniklo devět dílů. Jedná se o sequel komiksové série Watchmen – Strážci vydavatelství DC Comics, kterou vytvořili Alan Moore a Dave Gibbons. V hlavních rolích se představili Regina King, Don Johnson, Tim Blake Nelson, Yahya Abdul-Mateen II, Andrew Howard, Jacob Ming-Trent, Tom Mison, Sara Vickers, Dylan Schombing, Louis Gossett Jr., Jeremy Irons, Jean Smart a Hong Chau. Děj se zaměřuje na události kolem rasistického násilí v Tulse v roce 2019. 
Seriál získal široké uznání kritiků za herecké výkony, scénář, vizuál, hudbu a návaznost na zdrojový komiks, chváleno bylo také ztvárnění masakru v Tulse v roce 1921. Seriál získal spoustu ocenění, včetně 26 nominací cenu Emmy, z nichž zvítězil v 11 kategoriích, včetně nejlepší minisérie, nejlepšího ženského hereckého výkonu v minisérii pro Kingovou a nejlepšího mužského hereckého výkonu ve vedlejší roli pro Abdul-Mateena.

## Příběh
Seriál se odehrává ve světě alternativní historie v Tulse v Oklahomě v roce 2019, 34 let po ukončení událostí původního komiksu. Všichni samozvaní maskovaní hrdinové byli postaveni mimo zákon a je s nimi zacházeno jako s psanci. V Tulse však působí tajná skupina bílých rasistů, která prorůstá až do nejvyšších pater bezpečnostních složek i politiky. Detektiv Angela Abarová alias Sestra Noc zjišťuje, že vše, v co věřila a co znala, nemusí být takové, jaké se zdá.

## Obsazení
- Regina King (český dabing: Zuzana Slavíková) jako detektiv Angela Abarová / Sestra Noc (v originále Sister Night)
- Don Johnson (český dabing: Petr Pospíchal) jako šéf policie Judd Crawford
- Tim Blake Nelson (český dabing: Zdeněk Podhůrský) jako Wade Tillman / Zrcadlo Duše (v originále Looking Glass)
- Yahya Abdul-Mateen II (český dabing: Bohdan Tůma) jako Calvin „Cal“ Abar
- Andrew Howard (český dabing: ?) jako Rudý Běs (v originále Red Scare)
- Jacob Ming-Trent (český dabing: ?) jako Panda
- Tom Mison (český dabing: Gustav Bubník) jako pan Phillips
- Sara Vickers (český dabing: ?) jako slečna Crookshanksová
- Dylan Schombing (český dabing: ?) jako Christopher „Topher“ Abar
- Louis Gossett Jr. (český dabing: Bohuslav Kalva) jako Will Reeves
- Jeremy Irons (český dabing: Zdeněk Maryška) jako Adrian Veidt
- Jean Smart (český dabing: ?) jako agentka Laurie Blakeová
- Hong Chau (český dabing: ?) jako lady Trieu

## Produkce

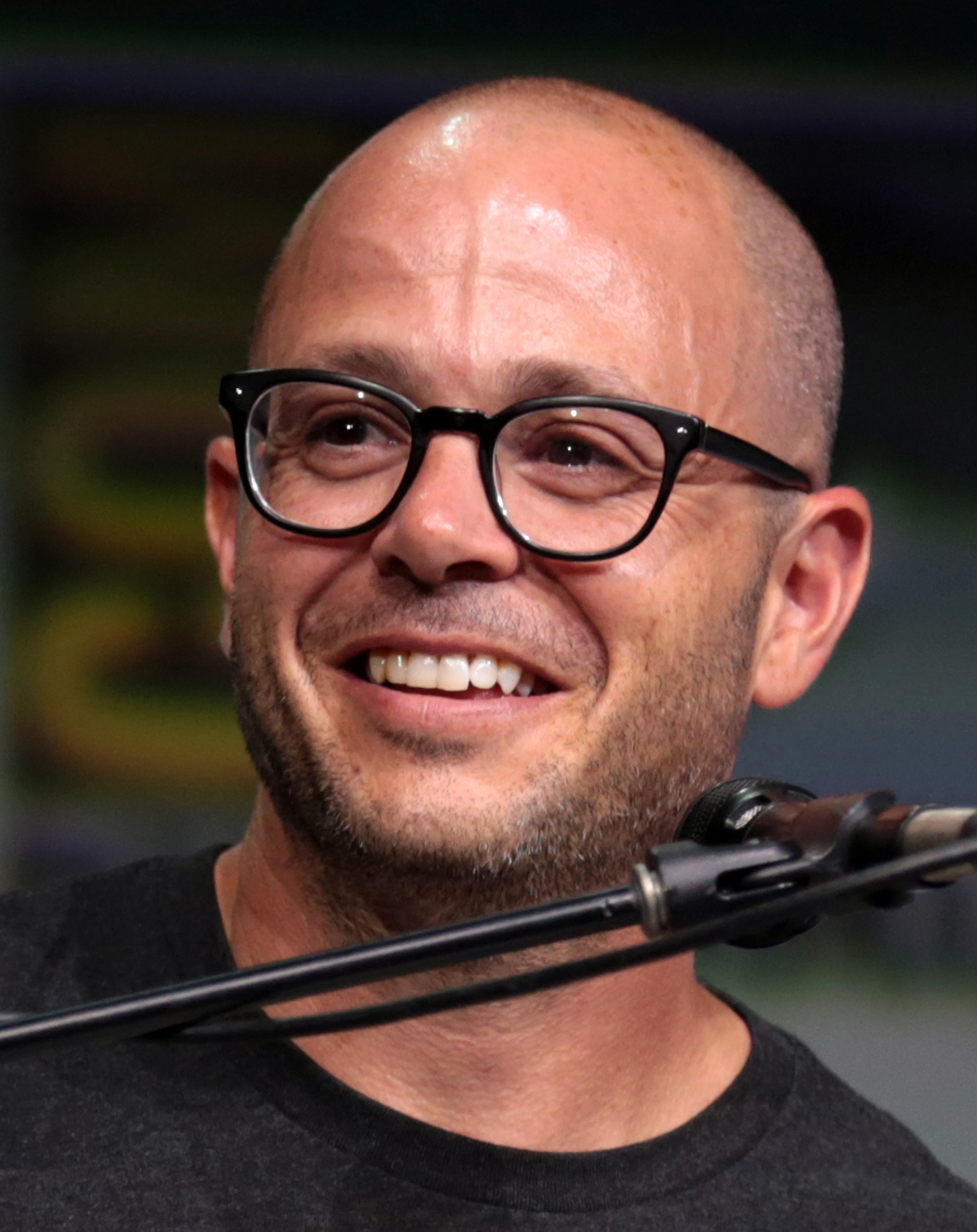
Tvůrce seriálu Damon Lindelof

Na podzim 2015 probírala televize HBO se Zackem Snyderem, režisérem filmové adaptace komiksu z roku 2009, možnost vzniku televizního seriálu. V červnu 2017 oslovila stanice Damona Lindelofa, který v září toho roku začal psát scénář. HBO zároveň oficiálně objednala pilotní díl a scénáře k dalším epizodám. Jako výkonná producentka a režisérka pilotu byla najata Nicole Kassell. Natáčení pilotního dílu probíhalo v červnu 2018 v Atlantě a okolí. V srpnu 2018 objednala HBO i zbytek seriálu, jehož produkce započala v září toho roku ve Walesu na hradě Penrhyn Castle. Od října 2018 následně probíhalo nátáčení v Georgii – opět v Atlantě a přilehlém okolí.

## Vysílání
První díl seriálu Watchmen byl uveden na stanici HBO 20. října 2019, závěrečný devátý díl měl premiéru 15. prosince 2019.
V Česku byl seriál vysílán na HBO souběžně s americkou premiérou v brzkých ranních hodinách.

### Seznam dílů
Česká premiéra první řady byla vysílána ve 03:00, v seznamu je datum české premiéry uvedeno podle televizního dne, tj. hodiny 00:00–06:00 se počítají k předchozímu kalendářnímu dni.
| Č. v seriálu | Původní název                              | Český název                                        | Režie                | Scénář                              | Premiéra v USA     | Premiéra v ČR      |
| ------------ | ------------------------------------------ | -------------------------------------------------- | -------------------- | ----------------------------------- | ------------------ | ------------------ |
| 1            | It's Summer and We're Running Out of Ice   | Je léto a dochází nám led                          | Nicole Kassell       | Damon Lindelof                      | 20. října 2019     | 20. října 2019     |
| 2            | Martial Feats of Comanche Horsemanship     | Válečnické umění komančských jezdců                | Nicole Kassell       | Damon Lindelof a Nick Cuse          | 27. října 2019     | 27. října 2019     |
| 3            | She Was Killed by Space Junk               | Zabil ji šrot z vesmíru                            | Stephen Williams     | Damon Lindelof a Lila Byock         | 3. listopadu 2019  | 3. listopadu 2019  |
| 4            | If You Don't Like My Story, Write Your Own | Pokud se vám můj příběh nelíbí, napište si vlastní | Andrij Parekh        | Damon Lindelof a Christal Henry     | 10. listopadu 2019 | 10. listopadu 2019 |
| 5            | Little Fear of Lightning                   | Kdopak by se blesku bál                            | Steph Green          | Damon Lindelof a Carly Wray         | 17. listopadu 2019 | 17. listopadu 2019 |
| 6            | This Extraordinary Being                   | Neobyčejná bytost                                  | Stephen Williams     | Damon Lindelof a Cord Jefferson     | 24. listopadu 2019 | 24. listopadu 2019 |
| 7            | An Almost Religious Awe                    | Takřka nábožná bázeň                               | David Semel          | Stacy Osei-Kuffour a Claire Kiechel | 1. prosince 2019   | 1. prosince 2019   |
| 8            | A God Walks into Abar                      | Vejde Bůh do (A)barů                               | Nicole Kassell       | Jeff Jensen a Damon Lindelof        | 8. prosince 2019   | 8. prosince 2019   |
| 9            | See How They Fly                           | Něco je ve vzduchu                                 | Frederick E. O. Toye | Nick Cuse a Damon Lindelof          | 15. prosince 2019  | 15. prosince 2019  |